# Antonella Mularoni
Pour les articles homonymes, voir Mularoni.
Antonella Mularoni, née le 27 septembre 1961 à Saint-Marin, est une femme d'État saint-marinaise.

## Biographie
Mularoni est licenciée en droit de l'université de Bologne. Elle est membre du Parti démocrate-chrétien, d'abord dans la section jeunesse puis au comité central où elle est chargée de la parité et de la politique de la famille. En 1986, le Parlement de Saint-Marin approuve la nouvelle loi sur la famille.
Entre 1993 et 2008, elle est présidente de l'Alliance populaire.
En 1986 et 1987, elle travaille auprès du secrétaire d'État aux finances et au budget, puis elle est directrice du bureau chargée des relations avec les Saint-marinais qui vivent à l'étranger de 1987 à 1990.
En 1989 et 1990, elle représente Saint-Marin au Conseil de l'Europe.
En 1993, elle est élue pour la première fois au Grand Conseil général (Parlement). Elle reste en fonction jusqu'en 2001, quand elle est nommée juge à la Cour européenne des droits de l'homme qui siège à Strasbourg.
En 2008, après son mandat, elle se présente sur la liste de l'Alliance populaire et est de nouveau élue au Parlement. De décembre 2008 à décembre 2012, elle occupe la charge de secrétaire d'État aux affaires étrangères et politiques.
Elle est capitaine-régent de Saint-Marin du 1er avril au 1er octobre 2013 avec Denis Amici.